# Prydz Bay
Prydz Bay är en vik i Antarktis. Den ligger i Östantarktis. Australien gör anspråk på området.